# Doktryna Eisenhowera
Doktryna Eisenhowera – doktryna polityki zagranicznej USA sformułowana przez prezydenta Eisenhowera w 1957 roku. Określa stosunek do państw Bliskiego Wschodu: pomoc dla tych państw, w tym także militarną. Stanom Zjednoczonym chodziło o zabezpieczenie się przed ewentualną agresją komunistyczną.